# Juan David García Bacca
Juan David García Bacca (Pamplona, 26 de junio de 1901 - Quito, Ecuador, 5 de agosto de 1992) fue un filósofo, lógico, ensayista y traductor español nacionalizado venezolano.

## Biografía

### Juventud y vocación
Juan David García Bacca nació el 26 de junio de 1901 en Pamplona (Navarra). La prematura muerte de su padre, un maestro de escuela de origen aragonés, Juan Isidro García, le llevó a ingresar muy joven en el Seminario de los padres claretianos, con los que hizo el noviciado en Cervera en el curso de 1916-1917.
En la misma ciudad catalana, estudió filosofía y teología (1917-1923), para ordenarse sacerdote claretiano en 1925, tras dos años de estudios de moral y derecho en Solsona.
Nunca volvió a ver a su familia, como confiesa en su obra autobiográfica «por aquello de que “por amor a Mí –Jesús– dejará el creyente en Mí a padre, madre”» (pág. 11), para decir más adelante: «Yo no he tenido infancia» (pág. 27).

Su madre, Martina Bacca Benavides, lo tuvo a él y a otros tres hijos, pero poco más que eso nos llega de sus confesiones; en la página 11 escribió: 
Mi madre murió […] en [1922]. […] Los superiores no me permitieron ir a verla. […] Y sea dicho con cruda verdad, tal noticia no me impresionó cual lo debiera por natural, por humanidad. Hacía años y años que no pensaba en mi madre. 
Tan insípido, finito, entorno familiar no hace más que reforzar su ímpetu, su vocación, de cronopio; forjará García Bacca un riguroso estilo, un modo de vida filosófico, con peculiares travesuras, que en algunos causará asombro y admiración, aunque en otros causará rechazo.
Durante su estancia en el seminario conoció al helenista Daniel Ruíz Bueno. Sus buenos resultados académicos determinaron su dedicación a los estudios y la docencia, por lo que fue enviado a varias universidades centro-europeas para completar su formación teológica, filosófica y científica. En Lovaina llegó a conocer la corriente renovadora de la filosofía tomista, en la que había sido formado. En este periodo se enfoca en su formación científica al estudiar en universidades como Múnich, Zúrich y París.

### Ciencia e irreverencia
Los años treinta se caracterizan por una separación progresiva de sus estudios eclesiásticos, proceso agudizado por la Guerra Civil y el exilio. Se licencia en filosofía en la Universidad de Barcelona en 1934, alcanzando el doctorado un año después con la tesis Ensayo sobre la estructura lógico-genética de las ciencias físicas. Al ser miembro del Círculo de Viena (1934-6) enseñó lógica matemática y filosofía de la ciencia en la Universidad de Barcelona entre 1933 y 1937. En febrero de 1936 obtuvo la cátedra de Introducción a la Filosofía de la Universidad de Santiago de Compostela, pero no la ejerció ya que tuvo que abandonar de manera precipitada España por el inicio de la Guerra Civil. En 1938 dejó el sacerdocio tras haber perdido la fe; se habría sentido finito. Emprenderá entonces un viaje, impulsado en buena medida por las enseñanzas bien recibidas de la teología cristiana, hacia lo infinito. En ese año, cuando las autoridades eclesiásticas le ordenan regresar a la España de Franco donde se arriesgaba a ser juzgado y represaliado por su alineación co el bando republicano y se le prohíbe publicar sus escritos, decide rebelarse. En su obra Confesiones: autobiografía íntima y exterior lo comenta así:
Un día [26 de octubre], después de la comida, al mediodía, me arrodillé y pedí perdón a la comunidad por los malos ejemplos que había dado, a la vez que agradecía su fraternal y generosa hospitalidad. Todos nos retiramos a hacer la consabida y española siesta. Subí a mi celda, me despojé de la sotana, la colgué en el armario; me vestí íntegramente de seglar, cogí mi maleta, bajé; pero en vez de pasar por la portería, salí por la iglesia. Me hallé en la calle. Me sentí libre, por primera vez en mi vida. (p. 68)  
No había terminado 1938 cuando el Consejo General de la Congregación acordó el 13 de noviembre expulsarlo y exclaustrarlo. Años después, en 1965, la jerarquía eclesiástica le concede "dispensa plena" de obligaciones sacerdotales.
Crítico con la sublevación franquista, permaneció en París durante las hostilidades, años en los que se dedicó a la lógica. Y concluida la contienda, se exilió en Ecuador (1939-42), Ciudad de México, Morelia (1942) y finalmente en Venezuela, donde fijará residencia desde 1946.

### Ecuador y México
Al llegar a la capital ecuatorial, ya contratado como profesor de la sección de Filosofía (que él mismo inauguraba) del Instituto
Superior de Pedagogía y Letras, entabla con Alfredo Gangotena una gran amistad. En Quito también, contrajo matrimonio con Fanny Palacios Vásconez. Luego en México ejercería como profesor de filosofía, matemáticas, física y griego, en la Universidad Nacional Autónoma de México (UNAM). Además fungió como colaborador del Fondo de Cultura Económica y miembro de La Casa de España en México, posteriormente El Colegio de México, donde hace amistad con Alfonso Reyes. Durante su estancia en Morelia (México) fue profesor también en la Universidad Michoacana. En 1943 se hace miembro fundador de la Sociedad Matemática Mexicana.
Ingresó a El Colegio de México en abril de 1943, en junio de ese año y por encargo de El Colegio impartió el curso de Filología filosófica griega, en la Facultad de Filosofía y Letras de la UNAM y otro de Lógica matemática en la Facultad de Ciencias de la misma institución. En 1946 se le encargó la dirección del Seminario de Estudios Clásicos Griegos. Ofreció conferencias en la Universidad de Morelia y cursos en la Universidad de Panamá y en la Universidad de Costa Rica.
Pero será Venezuela el lugar de su mayor despliegue creativo.

### Naturalización y fructificación
A propósito de la situación geopolítica del filósofo republicano-español, refiere Alberto Ferrer García que en 1955 "con motivo del ingreso de la España Nacionalista en la ONU, todos los republicanos quedaron sin pasaporte".  García Bacca diría muchos años después en sus Confesiones:
No íbamos, no iba, a solicitar un pasaporte español, de Franco. Quedaba atascado donde estaba. Por suerte, en Venezuela. […] El recurso más natural era el de naturalizarme venezolano. […] Naturalizarse, aparte del aspecto jurídico, es […] «entregarse íntegramente…». (pp. 87-88) 
En Caracas (Venezuela) tuvo una fructífera carrera filosófica al ser fundador de la Escuela de Filosofía de la Universidad Central de Venezuela (UCV) en 1946 ―que fue la primera escuela de la Facultad de Filosofía y Letras, hoy Facultad de Humanidades y Educación―, permaneciendo activo hasta 1971. Paralelamente ejerció la docencia en el Instituto Pedagógico de Caracas (1947-1962). En 1952 obtuvo la nacionalidad venezolana. Su labor en la UCV fue muy activa: fue decano de la Facultad de Humanidades y Educación (1959-1960) y director fundador del Instituto de Filosofía. Influyó en la formación de Ernesto Mayz Vallenilla, Juan Nuño Montes, Ludovico Silva, Federico Riú, Eduardo Vásquez, J.R. Nuñez Tenorio, Elio Goméz Grillo, Guillermo Morón, Ignacio Burk, Alexis Márquez Rodríguez, J.R. Guillent Pérez y José Hernán Albornoz. Al morir el dictador volverá a España en varias ocasiones, la primera en el verano de 1977.

### Años postreros
Bacca escogió Ecuador como su última morada el valle de Tumbaco, en las afueras de Quito, donde pasó sus años postreros —hasta su fallecimiento en 1992— en compañía de su esposa, la ecuatoriana Fanny Palacios, su hija Anita, su yerno Eduardo Pólit y los nietos Pólit García. La biblioteca particular del filósofo en su domicilio de Quito fue donada en 2011 por su familia a la Biblioteca de Navarra, dependiente del Gobierno de Navarra.

## Reconocimientos
Su labor como pedagogo y filósofo fue objeto de innumerables distinciones. Los países donde más raíces echó, Venezuela y Ecuador, no escatimaron en reconocerlo tempranamente como a un gran filósofo-literato. En 1978 Venezuela lo homenajea con el Premio Nacional de Literatura. En 1981 es galardonado con la Medalla al Mérito de la República del Ecuador. 
Vino después el reconocimiento español, con el nombramiento como Caballero Gran Cruz de la Orden de Isabel la Católica en 1982. Ese mismo año en Caracas se da su nombre a la Biblioteca del Instituto de Filosofía y se crea la Cátedra Juan David García Bacca en la Facultad de Humanidades y Educación de la Universidad Central de Venezuela.  
En 1983 recibe del gobierno venezolano la máxima distinción oficial del país:  el Gran Cordón de la Orden del Libertador. 

También en 1983 fue objeto de un reconocimiento que lo conmovió hondamente: es nombrado miembro correspondiente de La Academia (platónica) e investido Doctor Honoris Causa por la Universidad de Atenas.  
Con fecha 31 de marzo de 1983 recibí el nombramiento de miembro correspondiente de la academia. / La fundada por Platón en 387 a.C. De la cual han tomado todas las posteriores el nombre y el programa de trabajo, especificándolo cada una […] Mi nombramiento venía escrito en pergamino; su contenido en letra de mano; letras dibujadas según los tipos de letras griegas, bellas de ver; y que no me canso de mirar, con una cierta, creo excusable, vanidad de filósofo. / Me siento premiado con el máximo premio a que puede aspirar, desear y anhelar, y satisfacer a, un filósofo. (p. 107) 
Y los reconocimientos no cesaron. Recibió la Medalla de Plata de la Universidad Autónoma de Barcelona en 1984, el Acto Homenaje de la Facultad de Filosofía de esta Universidad en 1985 como profesor y primer doctor de la misma, la investidura como doctor honoris causa por la Universidad Complutense de Madrid en 1985.
En Ecuador lo homenajean de nuevo al admitirlo como Miembro Honorario de la Academia Ecuatoriana de la Lengua en 1986. Y en España también insisten al nombrarlo miembro del Consejo Asesor del Instituto de Filosofía del CSIC en Madrid en 1990, y con la entrega de la Medalla de Oro de Navarra, en el mismo año.

## Aportes
El historiador de la filosofía José Luis Abellán reconoce que «es quizá la mente filosófica más poderosa de todas las que tenemos en América y una de las primeras figuras de la filosofía en lengua española de todos los tiempos. En lo que se refiere a su preparación intelectual habrá pocas personas que lleguen al nivel por él alcanzado.»
García Bacca ha sido uno de los más destacados filósofos de Venezuela, de España y de la lengua castellana. Conocido por su labor divulgativa de la filosofía occidental, su originalidad apenas empieza a ser entendida a la luz de los avances de la ciencia. Sus aportes han sido pasados por alto en parte porque su espacio de enunciación fue un país latinoamericano, digamos mal llamado subdesarrollado, y en parte porque su prosa arriesgadamente metafórica y aforística, e incluso poética, matemática y musical, en ocasiones contradictoria, dejó encriptados «instrumentos filosóficos», como él los solía llamar, para generaciones posteriores.
García Bacca realiza un insistente y honesto elogio a la técnica, pagando así una deuda que tenía la filosofía con ella. A este aporte se le dedica una sección aparte más adelante. 

### Metafísica y teología
Bacca le confirió especial atención a la metafísica y a la teología, y al aporte de éstas a la historia del conocimiento. Un ejemplo de ello se encuentra en su libro Infinito, transfinito, finito, donde asegura que la escolástica marcó el principio del cálculo diferencial. Los griegos no veían diferencia entre lo finito e infinito y lo definido e indefinido respectivamente. Y peor aún, los griegos repudiaban lo infinito-indefinido. Pero, en la época medieval, Santo Tomás de Aquino, más como teólogo que como filósofo,   separó lo infinito de lo indefinido y le confirió valor positivo a lo infinito al decir que Dios es definido pero infinito. Históricamente esto dio pie a que Newton y Leibniz, independientemente, y ya no tanto como teólogos sino como filósofos matemáticos, se sintieran «guapos y apoyados» para «inventar y patentar» el cálculo infinitesimal.

Sostenido en la noción de lo infinitesimal, ensaya una metafísica del soma como fundamento de la creatividad y de la inmortalidad, tal vez comparable a la monadología de Leibniz, donde afirma que: 
La muerte a lo macrocóspico: al cuerpo, no es muerte a lo microscópico: al soma. 
A propósito de esto de la inmortalidad, Juan Nuño interpreta en el prólogo de Transfinitud e imortalidad: «Esto de la inmortalidad vendría a ser la “Sinfonía Nuclear" o “Sinfonía del Hombre Nuclear", que es el que nunca muere por haber alcanzado el nivel transfinito del saber. Algo así como la nueva exaltación de una religión superior, científico-tecnológica a la que el autor propone denominar “radioantropología", pues como bien explica, esa es la fuerza que impele al hombre a la transfinitud o escape de su clausura natural y corporal.»  A propósito García Bacca declara:
La vida, el viviente, en cuerpo y a fortiori en soma es, y tiene, dichosamente, que ser, surtidor de novedades, improvisador de espontaneidades, estrenador de originalidades; radiontológico, radioantropológico, en ocurrencias, ingeniosidades, gracias, donaires, trucos, inventivas, evasivas, sorpresas, admiraciones, improvisaciones. 

### Estética y filosofía
Su Introducción literaria a la filosofía puede ser considerado como un manifiesto reivindicativo de la importancia de la literatura y la poesía en la creación filosófica.

### Teoría de la ciencia
García Bacca escribió cientos de páginas, en prosa y ecuaciones matemáticas, sobre la historia filosófica y la teoría (y metateoría) de la ciencia, dedicando buena parte de sus trabajos literarios y conferencias a estos temas, con especial énfasis en la lógica, la matemática y la física como modelos históricos de filosofar. Y aunque con menor formalidad, examinó algunos aspectos filosóficos de la biología. También dedicó importantes reflexiones a la antropología. 

#### Física
García Bacca considera la física (occidental) como un proceso histórico (y geográfico). En la visión aristotélica las cosas se mueven por causas propias. A partir del Renacimiento las cosas se mueven por causas que le son ajenas, a ellas; fuerzas que no le tienen "consideración" a las cosas, incluso tratándose de cosas vivientes. La noción de campo incipiente en Newton es desplegada por Einstein, y es planteada por Bacca como visión filosófica del mundo postrenacentista. Einstein sustituye "espacio y tiempo" por espacio-tiempo, y Bacca interpretando a éste sugiere espacio-tiempo-gravitación:
Más la cosa no termina aquí. El bloque Espacio-Tiempo que, así como bloque se nos impone experimentalmente según la relatividad, no se integra sólo de Espacio, Tiempo, sino de Espacio-Tiempo-Gravitación (y quien sabe si electricidad, si se confirman las teorías de Weyl y Eddington). 

#### Futuro vs. porvenir
Magos, brujos y profetas se distinguen por su capacidad de predecir los acontecimientos que han de-venir. García Bacca hace uso de los conceptos de prospección y retrospección para ilustrar este tema  en su Teoría de la Ciencia. Ontológicamente discrimina entre el ser y estar siendo. Una cosa es en la lógica clásica y ontología clásica, lo que es. Se cumple la igualdad (=). Mientras que en la ontología actual, una cosa no es lo que es. No, una cosa es, al menos potencialmente, otra cosa. En la evolución el dinosaurio puede ser y está siendo ave. El árbol puede ser o está siendo balsa (de troncos) o casa (de madera). Por ello García Bacca subraya el estar siendo de las cosas, su estado actual.
García Bacca distingue futuro de porvenir. El futuro es prospectivo. O dicho de otro modo, el futuro se ve con ojos prospectivos. Como cuando se deja caer una manzana de masa conocida; el tiempo y velocidad final pueden ser predichas conociendo el valor de la fuerza de gravedad. Por otro lado, el porvenir es retrospectivo. A la luz de los acontecimientos históricos lo que va a ocurrir es impredecible. La sorpresa es tal porque es vista, o mejor dicho, esta siendo vista, con racionalidad retrospectiva; porque nada de lo que había ocurrido antes se le compara, sino que le hace contraste. Aun cuando lo que ocurre en el porvenir sea una burda repetición de acontecimientos pasados; eso no deja de ser una novedad, pues quién se iba a imaginar que ocurriría justamente una repetición. En la ciencia y filosofía actual, transformadora, y transustanciadora, las cosas no (solo) son sino que están siendo.

#### Biología
Si bien García Bacca considera a la Física una ciencia prospectiva, dice que la Biología, y la vida en sí, es prospectiva, pero también retrospectiva. La filosofía prospectiva significa hacer hacia adelante, apuntando a un objetivo, sin consideración de lo subjetivo; el "futuro" se predice. La retrospectiva, en cambio, significa considerar lo ya hecho, como dicen en Venezuela: lo bailado, y por tanto, implica exponerse al "porvenir" como algo desconocido; llegado el momento el sujeto hará un balance entre lo viejo y lo nuevo. 
Pues bien: cupiera una finalidad o causa final con función solamente retrospectiva, justificable a parte post; y es claro que tal tipo de causalidad finalista simple proporcionaría al viviente la máxima sensación de novedad, o sea: de individualidad. La vida resultará en tal caso, y con palabras de Bergson, creadora de novedades, surtidor de invenciones (création de nouveautés, jaillisement de nouveauté). Y como las ciencias —siempre, pero sobre todo en nuestros días—, han tenido por modelo la finalidad prospectiva: poder prever, la racionalidad antecedente, seguida de una justificación racional consecuente, que no es sino la misma antecedente recorrida en sentido inverso, de ahí que en biología, inspirada más o menos conscientemente por tal ideal físico-matemático, se haya propendido a una explicación finalista prospectiva y retrospectiva, ambas la misma finalidad en doble sentido. [...] La dirigibilidad de los procesos vitales no tiene que reconducirnos, bajo otra palabra, a la finalidad causal, al doble determinismo, cuando en lo físico no domina sino simple: el prospectivo.
Para García Bacca la evolución no es natural, pues está siendo. La vida renueva ortogénicamente sus límites (naturales) creando artificios, o dicho en términos biológicos, adaptaciones. La vida es prospectiva pues es planificadora, entelequia, con un fin que es ella misma: vivir. Atravesando dicha prospección la vida llega a esa "finalidad sin fin", sin fin finito, sino fin infinito. Aclara García Bacca: "El fin como una idea regulativa; no como un concepto constitutivo". Entonces cuando la vida llega a ese fin regulativo, ocurre la retrospección, pues llegada a la plenitud de desarrollo, es menester mantener y conservar lo ganado. Aún en la forma de vida más primitiva se hace visible el contraste termodinámico; cualquier célula en su tarea conservadora, sintrópica, que implica regular y cuidar, se expone a la incertidumbre entrópica del resto del universo, al "estar siendo" en contracorriente. La vida al ser retrospectiva queda pues expuesta y susceptible a la sorpresa, a la novedad. 
La racionalidad puramente retrospectiva es condición necesaria para gozar de los valores de novedad, sorpresa, originalidad, valores estéticos, y aun vitales de primer orden. 
García Bacca explica así el carácter creativo de la vida. Y según él, como según Kant, la aproximación entre vida y arte viene por el camino de finalidad y racionalidad retrospectivas. Cada novedad adaptativa —adaptación en el sentido en que lo plantea León Croizat— se hace obsoleta frente a las nuevas condiciones del ambiente. Las formas primitivas se "actualizan" reabsorbiendo (retrospectivamente) las formas originales, no sin entrar en un proceso de reforma donde ocurren cambios graduales, pero también ocurren cambios dramáticos, e incluso, sorprendentemente, a veces no ocurre nada —equilibrio puntuado en el sentido en que lo plantea Stephen Jay Gould. Tal camino de misterio y maravilla que caracteriza a la vida, inspira a García Bacca hablar de vida que es y esta siendo fantasma. 
La vida nos va resultando no sólo fantasma por su manera de obrar sobre el cuerpo material —desencadenar reacciones en cadena, invertir el signo de la entropía, vectorialidad, holismo—, sino por crear su propio fantasma, su fotopsique, ya experimentable desde este mundo. 

### Lógica
Su tratado Introducció a la logística amb aplicacions a la filosofía i a les matemàtiques (1934) fue considerado por Vicente Muñoz Delgado, pese a ser poco citado ―por Józef Maria Bocheński, Charles Serrus, la Lógica matemática (1955) de José Ferrater Mora y Hugues Leblanc―, como un acontecimiento mundial. García Bacca trató con competencia temas como la probabilidad, el indeterminismo, las lógicas no clásicas, los métodos axiomáticos y los fundamentos de las matemáticas. Alfredo Trendall dice que su Introducción a la lógica moderna fue usada como libro de texto en Münster y utilizada por catedráticos como Heinrich Scholz y Greenwood. 

En su obra Historia filosófica de la ciencia nos dice:
Nos hallamos ante una Física de transformación, y una historia filosófica de la física de transformación, hecha según método de transformación.

Bien diferente es la historia de la lógica. No es, por lo pronto, una serie, restrospectivamente coherente, de supuestos inventos conceptuales, planes y aparatos; sino una sucesión, coherente sin duda de fases de formalización creciente, y mejor aún: de purificación de la misma forma, por eliminación de una serie de materiales de los que la forma no hizo nunca materiales suyos, y de los que fue nada más molde neutral o entramado sustentador —cual esqueleto. 
Y luego comenta que: 
La lógica bajo la forma que le dan Whitehead, Russell, Hilbert, Carnap, Tarski... no es más que el esqueleto —limpio, mondo—, de la misma lógica que, recubierta aún de carne : de vida helénica, estoica, renancentista más tarde, llega a ese fin- final- resultado puro que es Principia mathematica.
García Bacca reconoce que la lógica ha llegado a convertirse en un esqueleto, se ha mineralizado, ha perdido su carácter orgánico, y dada su rigidez no se puede tratar con método transformador, como ocurre con las ciencias naturales, sino con método de interpretación. Sin embargo, valora la hermeneútica como método interpretativo. Para Bacca queda abierta la posibilidad creadora, pues en la hermenéutica de Dilthey, Heidegger, Gadamer, etc., subyace la innovación. 
Pero no por eso resulta inútil la tarea de mostrar que, realmente y hasta ahora, la historia filosófica de la lógica tiene que hacerse, si ha de decirse en palabras lo que ha sido, con método hermenéutico [...] 

### Antropología
García Bacca estudia al ser humano como animal histórico-filosófico, que visto según la lente occidental, viene de lo helénico, pasa por lo escolástico (medieval), y se revoluciona en el Renacimiento. La estrategia del ser humano renacentista, su nueva maniobra mortal, es ver a la naturaleza como una cúspide montañosa. Los atributos aventureros del ser moderno son pues como enredaderas que trepan hasta la cima, la libertad. Tal vez uno de sus mayores aportes a la antropología sea su filosofía de la técnica.

### Transfinitar
Reconociendo el poder emancipador y transformador de la ciencia, y poseído por él, como García Bacca mismo diría, «fantasma», de Georg Cantor y sus números transfinitos, distingue el «transfinitar» en la historia del conocimiento y lo valora como instrumento de filosofar. En la transfinitud se conjugan las nociones de trascender y de cambio de paradigma, aunque con una connotación un tanto irreverente. En varias de sus obras, como por ejemplo, Transfinitud e inmortalidad, e Infinito, transfinito, finito, revela la imposibilidad de la mente, y más aún de la vida, de llegar a un sitio donde finalmente no se sienta prisionera, en un auto-encierro. Y cuando eso ocurre, cuando irremediablemente se llega a lo finito, surge entonces la necesidad de transfinitar los muros de la condena que ocurre en prisión, que «está siendo real de verdad».
Respecto de encierro —en cárcel, cuarto, casa, castillo; en ciudad, Mundo, Universo, Cosmos— , malo es el estar encerrado, en algo de eso. 
Peor es el sentirse encerrado. 
Lo pésimo consiste en sentirse encerrado por castigo o condena. Mas al colmo se llega al estar y sentirse encerrado por creencias, dogmas, definición, esencia: por fantasmas. 
Pero el colmo de los colmos es quedar y sentirse encerrado por truco, trampa, ratonera, caja fuerte que uno inventó para encerrar algo o a alguien y, al probarlos, por descuido o tanteo resultó encerrado el mismo inventor. 
Malo es ser finito.
Peor es el sentirse finito.
Lo pésimo es definirse finito —por esencia.
El colmo de los colmos consiste en que quien inventó la definición para definir a todo definitivamente inventó su propia definición y quedó encerrado él mismo en ella —definitivamente.
Se definió definitivamente finito.
Y se complació en su finitud.
La definió dogmáticamente. Y la impuso definitorialmente. 
En la página 67 de la misma obra, Transfinitud e inmortalidad, el filósofo define la transfinitud del siguiente modo; si acaso no es contradictorio "definir" un instrumento filosófico que justamente busca des-definir, des-definitar.
Pues bien, la transfinitud, en todas sus formas —las explícitamente estudiadas y las aludidas— des-define gradualmente, a paso de inventos; especies nuevas de seres y gradualmente, a pasos de tiempo histórico; des-finitan graduadamente por desplazamiento de límites según ley o función y gradualmente, según fases de historia.  
Transfinitar no constituye de ningún modo salirse de una prisión para hallarse en un desierto, o salirse de un barco para quedar a la deriva en el mar. No; transfinitar implica que salido ya del encierro, el liberado, notará gracias a su nuevo invento, tecnología, teoría, paradigma, etc, "hallarse salido a un universo"..."más amplio en comprensión y extensión que todos los anteriores".

### Divulgación
Fue un gran divulgador de la filosofía: elaboró numerosas introducciones, reseñas y antologías de autores clásicos y modernos y compuso muchas obras de este género. Se preocupó mucho en escribir en un lenguaje llano, del pueblo para el pueblo. Consideraba que el castellano tenía ventajas sobre el griego, el francés, el alemán o el inglés, justamente por haberse filosofado con él menos, lo cual lo convertía en un "diamante en bruto". Además, consideraba que el castellano, dada la riqueza de su poesía, y la riqueza que le confería el pueblo llano, tenía un enorme potencial para filosofar. Pero además para García Bacca divulgar, no se limita solo a vulgarizar las elaboradas (en lenguaje académico y elitesco) e intrincadas (en lenguaje hipertécnico) ideas de los filósofos, ni mucho menos se limita a bajar al pueblo un elixir que acaso le sea ajeno, no; para el filósofo hispano-venezolano la filosofía es producto de los poderes creadores del pueblo, y de su lenguaje llano y sabio (sabiduría popular).
Como traductor publicó a los presocráticos y la obra completa de Platón, e hizo traducciones de obras de Aristóteles, Jenofonte, Tucídides, Euclides y Plotino; y entre los modernos Kant, Hegel, Marx, Heidegger y algunos filósofos escolásticos.

## Filosofía de la técnica

### Tocar con los ojos
El ser humano es sobre todo ser tecnológico. Echado de la naturaleza cual Adán fue echado del paraíso (natural) quedó desprovisto de buena parte de sus instintos (naturales). El ser humano cual "mono desnudo" se ve en la obligación (sobre-natural) de hacer vestimentas, ..., crear artificios, técnica, mundo artificial, y más allá, universo, artificial. Es "actualmente" ser racional, descubridor, "desencubridor" y especialmente ser tecnológico.

En rigor de concepto y de palabra, hombre natural no lo ha habido jamás —fuera, tal vez, de esas horas, no computables como y por horas, destinadas al sueño, o de los ratos consumidos en borracheras, orgías y bacanales. 

García Bacca atendió con especial interés, y quizás como ningún otro, la cuestión de la técnica, tanto en lo histórico, como en lo filosófico-teórico y antropológico. Ya varios científicos físicos se habían aproximado al problema de que no exista un modelo teórico que de cuenta de los enfoques prácticos (mediciones, artefactos, aparatos, etc.) de los cuales se vale el ser humano para medir  y validar, así como para comprobar y darle sentido útil a, las teorías (científicas). El artefacto es un "sirviente" que potencia los sentidos y las facultades trasformadoras. Los físicos han creado teorías prospectivas y por ende la cuestión del sujeto no ha sido estudiada por la Física. Ya desde Descartes se plantea en la ciencia el corte arbitrario que hace la técnica valiéndose de la supuesta dicotomía sujeto-objeto. La intervención que hacemos en, de y a la realidad para validar nuestras hipótesis ha sido llamada por Heinrich R. Hertz la delgada franja (narrow strip en inglés), por Werner K. Heisenberg y Erwin Schrodinger la cisura  (Schnitt en alemán), por John S. Bell la división furtiva (shifty split en inglés) y por Howard Pattee el corte epistemológico (epistemic cut en inglés). Dicho principio de la función sensorial, como ha sido llamado desde la biosemiótica, es tratado por García Bacca en buena parte de sus obras, y por su puesto en Elogio de la técnica. García Bacca también reconoce la contradicción inherente de la función tecnológica y reconoce su capacidad intervencionista (explosivista). El ser humano no se conforma con contemplar e interpretar; realmente, de verdad, descubre la realidad, penetra en ella y la transforma, la transustancia, la toca con mirarla con sonda en marte, con microscopio o con acelerador de partículas. Y así las cosas ya no son lo que son, son otra cosa. El átomo ya no es átomo, es bomba. El virus ya no es virus, es vacuna. Ocurre en efecto una cisura, un corte epistemológico a través de la función sensorial que toca con la mirada (humana). Y es que la técnica (humana) plantea que algo sea lo que no es.
La técnica más elemental, más próxima a lo natural, es real e intrínsecamente contradictoria. Más tales contradicciones, lejos de destruir el ser, le inventan e inoculan nuevo ser.

### Tendencia explosiva
La técnica es contradictoria, y de hecho tiende a ser explosiva, es decir, revolucionaria. García Bacca advierte que no debemos ignorar el carácter explosivo, y la tendencia cada vez más explosiva de la técnica, que también es decir de la creatividad humana. Habrán y vendrán más y más revoluciones, pues la vida, y en especial el ser humano, no cesa de sentirse encerrado, y por ende no cesa de inventar cada vez con mayor ímpetu explosivo.  
Nadie tiene derecho, ni humano ni divino, a quejarse de una revuelta cuando no ha sido capaz de hacer o dejar que se haga una revolución; pone la olla a presión creciente, y se queja, al cabo de unos momentos o siglos, de que haya reventado, y se le haya reventado en su cara. Sólo a la más tonta de las cocineras se le perdonaría tal estupidez. ¿Cómo pueden esperar ciertas Señoras Instituciones que se les perdone tamaña ignorancia histórica y ontológica: ignorar lo que está constituyendo nada menos que el ser del hombre en cuanto a actual? 
La propuesta de éste filósofo gira en torno a la idea de que el quehacer tecnológico es en sí una (o tal vez la) forma de filosofar. En palabras de Ignacio Izuzquiza, intérprete de García Bacca, "Un motor de explosión es un tratado de ontología más eficaz y certero que el conjunto de ensayos ontológicos de la tradición clásica en filosofía".  O como señala el mismo García Bacca: 
«Motor de expansión y explosión» es una forma actual —concreta, viva y coleante— de decir «transfinitud»: finitud que se des-define así misma —se redefine de invetanda manera—, desdefine su definición —se define según nueva..., y así sin fin. 

### De lo natural a lo tecnológico
Para García Bacca la aproximación —tecnológica— a la realidad es un indiscutible intento de superación de la naturaleza. Ya Aristóteles había declarado que la naturaleza en muchos casos ha dejado obras incompletas. Para García Bacca la naturaleza es un fin y un final. La técnica no puede hacer más que mantener tal perfección —en los casos que la hubiere—, reponerla —en los casos que se hubiera perdido—, o producirla en los casos que no se hubiera llegado a ella. La naturaleza normalmente es perfecta, y cuando no lo es, la técnica la hace perfecta. 
Naturaleza es norma o fin supremo; la técnica es medio para tal fin.

Sobre los hombros de las nociones de posibilidad-probabilidad y natural-artificial García Bacca devela una ontología de la creación. El ser humano ha descubierto una forma de creación transfinita.  Las novedades "trocan" la realidad en una serie transfinita, es decir, que infinitamente tiene límites continuamente superables. 
La transfinitud del hombre se manifiesta, y comienza, con la invención de instrumentos y enseres. Ellos caracterizan por mayoría el mundo actual en que vive el hombre. 
Las necesidades naturales fijan los límites del arte (artificial). Sin embargo, el ser humano es y vive la técnica hasta llevarla a nivel natural, hasta hacerla naturalmente suya. Las necesidades fijan límites, pero finalmente lo artificial se troca natural. Y así el ser humano "está ya tratando de vivirlos [los artefactos] en plan y nivel trans-finito: des-definidor y des-finitador del nivel natural", donde la finalidad, entelequia, de la transfinitud es la inmortalidad. 

Para García Bacca la vida, la naturaleza, el ser humano llevan una tendencia intrínseca. ¿Hacia dónde? Hacia la sorpresa, lo novedoso, lo creativo, lo actual, lo transfinito. La filosofía que da sustento, trans-sustancia a dicha tendencia, a dicha ortogénesis, es la técnica. La humanización de la naturaleza consiste según el fiolósofo venezolano en la transustación del universo a través de novedosos teoremas, y realmente, a través de originalísimos "tecnemas". 
Preguntar por: ¿el mundo actual está «en vísperas de» una nueva religión, un nuevo orden social, un nuevo tipo de cuerpo humano, una nueva matemática, una nueva metafísica...?, es pregunta vaga de vagos; la pregunta concreta de historiador es: ¿cuántos años, cuántos días, cuántos siglos, con números, abarca eso de víspera? Y lo absurdo de la pregunta, puesta en concreto, nos descubre que «víspera» no es categoría histórica, y que no puede serlo porque la historia se constituye por novedades, por inventos, por fastos, por acontecimientos.
La racionalidad retrospectiva no deja lugar para las  "vísperas". Es imposible tener certeza del porvenir. El porvenir siempre nos sorprenderá. Basta con mirar hacia atrás,  basta con ver la historia, y veremos como los inventos han sido chispa, relámpago, ocurrencia, técnica (sorprendente), idea insospechable. Los inventos pasados se vuelven a la luz de los nuevos inventos, inevitablemente: obsoletos. Se vuelven obsoletos porque el nuevo invento, impredecible, llega de sorpresa, y sorprende. Se vuelve además imprescindible hasta que llegue uno mejor, mejorado. Pues como dice el dicho "cuando hay santos nuevos, los viejos no hacen milagros". De nuevo, la racionalidad retrospectiva no deja lugar para las vísperas. Esa es la tendencia. La tendencia es a que la criatura (humana) se vuelva creador, humanizador de la naturaleza. De criatura o creatura del paisaje natural, tendemos a convertirnos en creadores del paisaje artificial. Y lo hacemos a través de la filosofía de la técnica.

### Humanidad actual
La sociedad humana es parte de la creación del paisaje artificial; la sociedad, lo social, es artificio de tecnemas que tienden a lo social. Para García Bacca la sociedad humana actual es una creación tecnológica. Sin embargo, el individuo humano se siente en medio del paisaje artificial, en medio de inventos y tecnologías, se siente en gran medida: alienado. Dicha alienación es fenómeno de nuestra época actual, no anterior a ella. El fenómeno de alienación surge cuando y porque el ser humano se sabe productor, aunque lamentablemente al mismo tiempo se siente despojado de sus productos. El despojo puede ser por arrebato brutal, o como consecuencia real de que se los quiten de manera sutil, cual por derecho, por fe. También ocurre que el humano se despoja de sus creaciones por voluntad propia, pero aun así, siendo su decisión haber renunciado a la propiedad, se siente alienado; se siente incómodo, fuera de su espacio de confort, aunque lo niegue, se siente que le falta algo. Se despoja a sí mismo de sus productos por voto de pobreza o, en palabras de García Bacca, «con esa contradicción dialéctica real que consiste en saberse dueño y señor de sus manos y, por tanto dueño y señor de los productos de sus manos, y no obstante creerse por obligación de conciencia —o aceptación de un tipo de derecho, de moral, de religión— creatura, pordiosero de otro.» Se es alienado si se siente mal por haber sido despojado violenta o sutilmente, por alguien o algo, o incluso por sí mismo siguiendo obligación religiosa o moral.  

Sin embargo, García Bacca hace un elogio de la técnica, y hace elogio del ser humano actual tal como Nietzsche elogia al superhombre. Desvela así la conciencia del hombre actual.
La conciencia del hombre actual, a la altura de la técnica actual, a tono con el «primer paisaje artificial» se será inescindidamente, en paz consigo misma, cuando se verifique la identidad compleja: «las manos del hombre son sus manos suyas», luego  «los productos de sus manos son productos suyos»;  «la mente del hombre es mente suya», luego  «las teorías —religiosas, morales, sociales, económicas, jurídicas...—, son suyas». Nada del hombre es de otro; lo humano es íntegramente posesión del hombre. [...] Tal identidad se alcanza con la historia —no la sagrada, sino la de inventos humanos. 
Para García Bacca, la naturaleza tiene límites, mientras que la técnica no tiene límites. El cuerpo del superhombre, del ser humano actual, tiene límites, pero el alma del ser humano actual no tiene límites. Históricamente hemos cuidado más el cuerpo que al alma. Es común decir "lo primero es la salud", sin embargo, arrojamos al alma a las más extraordinarias aventuras y metamorfosis, de tipo religiosas, culturales, teóricas, éticas, etc. Y el alma no se ha acobardado ante tales empresas. García Bacca, cual profeta  —retrospectivo— nos anuncia que el ser humano actual llegará a transustanciar su cuerpo. 
El cuerpo humano «natural» lo hemos erigido en tope absoluto, en límite infranqueable, en definitiva frontera. [...] A la naturaleza se la vence perturbándola; y, si el lector tolera la frase, y la amplía en lo que notará a faltar, se la vence masturbándola. Así es como la ciencia a servicio de la técnica actual está haciéndose —no por palabrera blasfemia, siempre malsonante, sino por real eficiencia— creadora o productora de vida.  
Y por el mismo general procedimiento advendrá el que el hombre llegue a hacerse genéticamente diverso de los animales, dejando de ser en este punto notablemente diferente de algunos y levemente diferente de otros.  

Llegado el hombre a este punto, la técnica no reconocerá límites; y por lo pronto habrá conseguido lo que nuestro hibridismo de naturaleza corporal y alma supernatural no ha alcanzado aún. 
No estamos solos. El ser humano según García Bacca hace técnica para sí mismo y para la humanidad. Pues la técnica de por sí es humanización de la naturaleza, del universo. El ser humano actual de García Bacca es un invento de sí mismo con facultades plenas de posesión íntegra de sus manos, su mente y sus creaciones. El gran invento del ser humano, y es parte de su tendencia, es ser social. Decía Newton “Si he visto más lejos es porque estoy sentado sobre los hombros de gigantes”. Todo invento, toda técnica se hace como aporte desde la humanidad hacia la humanidad. 
El hacerse es, ha sido individual; lo hecho es social. 
El individuo hace un descubrimiento o crea un invento que le es suyo por haber sido él o ella la autora de su creatura. Sin embargo, prospectivamente, la ocurrencia o invención hecha por y para uno mismo es, inevitablemente, hecha a la medida de cada uno de nosotros. Y es que todos somos uno y uno somos todos: humanos. El invento queda pues al advenimiento del porvenir; queda al uso (y desuso), gusto (y disgusto) de todos. 
El individuo ha inventado su propia socialización. El ser de «éste», cuando por la acción se manifiesta en lo que es, es «todos» —todos nosotros. 
Eso de propiedad individual no pasa, por tanto, de ganas; y se mantienen tales ganas, atentados e intentos, a fuerza de puños —con manoplas o con guantes—; el ser del hombre la refuta —no teoría, ni derecho de ninguna clase.  
El único remedio para no contradecirse, decía Unamuno, es no hablar. El único remedio de que dispone el escéptico para no poder ser refutado, para no contradecirse, es callar  —volverse planta, dijo Aristóteles. 

El único remedio y recurso para impedir el advenimiento del socialismo es no hacer nada. Por el simple hecho de hacer, y dejar hecho algo, el individuo se hace social; y cuanto más haga más crecerá su socialización. 
La conciencia del ser humano actual, a la altura de la técnica actual, es conciencia social. La conciencia social está en paz consigo misma cuando se verifica creadora de su "contrato social". Y a la vez que se verifica "creadora" se verifica "poseedora" de dicho contrato. El contrato social son tecnemas de posesión de sus creaciones. El contrato social actual hace suya su técnica. Llegado a este punto "actual" se transfinita retrospectivamente la alienación. Los inventos, aparatos, utensilios, teorías, tecnologías, religiones, economías, morales y capital —transfiniatada la alienación— quedan al servicio de la humanidad y no al revés.

## Metafísica
Para Juan David García Bacca el concepto actual de metafísica es diverso del concepto de metafísica que tuvieron los filósofos clásicos, desde los griegos hasta el renacimiento. A diferencia de la metafísica clásica que se definía en torno a la contemplación del mundo, la metafísica actual se define en torno al cambio del mundo.
García Bacca, en un artículo titulado "Metafísica ¿Hoy?" dice que la metafísica del hombre de hoy "acontece", y agrega que

es todo un, y el, acontecimiento por excelencia en el universo de los entes y del ente. Destroza y rompe lo que el ser esté siendo cotidiana, corriente, manualmente, inauténticamente.  
Y ¿qué otra cosa hace una bomba atómica? 

## Obras

### Filosofía
- De rebus metaphysice perfectis, seu de natura et supposito secundum primum totius philosophiae principium. Barcelona: Imprenta Claret, 1930.
- Assaigs Moderns per a la fonamentació de les matemàtiques, Vol. I, Barcelona: Institut d'Estudis Catalans, 1933. Vol. II, 1934.
- Introducció a la logística amb aplicacions a la filosofía i a les matemàtiques. 2 vols. Barcelona: Institut d'Estudis Catalans (Biblioteca Filosófica, 3-4), 1934.
- Ensayo sobre la estructura lógico-genética de las ciencias físicas (Tesis Doctoral en Filosofía). Barcelona: Universidad Autónoma, 1935.
- Introducción a la lógica moderna. Barcelona: Labor, 1936.
- Introducción al filosofar (Incitaciones y sugerencias). Tucumán (Argentina): Imprenta Miguel Violetto, Universidad Nacional de Tucumán, 1939.
- Invitación a filosofar. Vol. I: La forma del conocer filosófico. México: Fondo de Cultura Económica, 1940. Vol. II: El conocimiento científico. México: Fondo de Cultura Económica, 1942.
- Filosofía de las ciencias. Teoría de la relatividad. México: Editorial Séneca (Colección Árbol), 1941.
- Tipos históricos del filosofar físico, desde Hesíodo hasta Kant. Tucumán (Argentina): Imprenta Miguel Violetto, Universidad Nacional de Tucumán, 1941.
- Introducción general a las Enéadas. Buenos Aires: Losada (Biblioteca Filosófica), 1942. Nueva edición, 1948.
- Sobre estética griega. México: UNAM, Imprenta Universitaria, 1943.
- Filosofía en metáfora y parábolas. Introducción literaria a la filosofía. México: Editora Central, 1945, 1964.
- Moralistas griegos (Pról., selec. y notas). México: Secretaría de Educación Pública, 1945.
- Prometeo encadenado (Pról., selec. y notas). México: Secretaría de Educación Pública, 1946.
- Nueve grandes filósofos contemporáneos y sus temas. Vol. I: Bergson, Husserl, Unamuno, Heidegger, Scheler, Hartmann. Vol. II: W. James, Ortega y Gasset, Whitehead. Caracas: Imprenta Nacional, Ministerio de Educación Nacional de Venezuela, 1947. Nueva edición: Barcelona, Anthropos, 1990. Vista incompleta en Google books
- Siete modelos de filosofar. Caracas: Universidad Central de Venezuela, 1950. 1963.
- Las ideas de ser y estar; de posibilidad y realidad en la idea de hombre, según la filosofía actual. Barcelona: Laye, 1955.
- Antropología filosófica contemporánea (Diez conferencias 1955). Caracas: Universidad Central de Venezuela, 1957. Edición revisada: Anthropos: Barcelona, 1982.
- Gnoseología y ontología en Aristóteles. Caracas: Universidad Central, 1967. Separata de Episteme. Anuario de Filosofía de la Facultad de Humanidades y Educación (Universidad Central de Venezuela, Caracas) n.º 1 (1957): 3-68.
- Elementos de Filosofía. Caracas: Universidad Central de Venezuela (Manuales Universitarios, n.º 3) 1959, 1981 (6.ª edición).
- Textos clásicos para la historia de las ciencias. Vol. I: Caracas: Universidad Central de Venezuela, 1961. Vol. II: 1968.
- Antropología y ciencia contemporáneas (Curso de diez lecciones). Caracas: Instituto Pedagógico, 1961. Edición revisada en Anthropos: Barcelona, 1983.
- Existencialismo. Xalapa (México): Universidad Veracruzana, 1962.
- Filosofía de las ciencias. La física. Caracas: Instituto Pedagógico, 1962.
- Historia filosófica de la ciencia. México: Universidad Autónoma de México, 1963.
- Metafísica natural estabilizada y problemática metafísica espontánea. México: Fondo de Cultura Económica, 1963.
- Introducción literaria a la filosofía. Caracas: Universidad Central de Venezuela, 1964.
- Filosofía en metáforas y en parábolas. Introducción Literaria a la Filosofía. México: Editora Central, 1945.
- Antología del pensamiento filosófico venezolano. Vols. II y III. Introducción y selección. Caracas: Ministerio de Educación, 1964.
- Humanismo teórico, práctico y positivo según Marx. México: Fondo de Cultura Económica, 1965. Reimpresiones: 1974, 1980, 1985 (Presente, pasado y porvenir de Marx y del marxismo)
- Elementos de filosofía de las ciencias. Caracas: Universidad Central de Venezuela (Manuales universitarios, n.º 1), 1967.
- Invitación a filosofar según espíritu y letra de Antonio Machado. Mérida (Venezuela): Universidad de los Andes, Facultad de Humanidades y Educación, 1967. Edición revisada: Anthropos: Barcelona, 1984.
- Elogio de la técnica. Caracas: Monte Ávila (Colección Estudios), 1968. Edición revisada: Barcelona: Anthropos, 1987.
- Curso sistemático de filosofía actual (Filosofía, ciencia, historia, dialéctica y sus aplicaciones). Caracas: Universidad Central de Venezuela, Dirección de Cultura (Colección Humanismo y Ciencia, n.º 8), 1969.
- Los clásicos griegos de Miranda (Autobiografía). Caracas: Universidad Central de Venezuela, 1969.
- Ensayos. Barcelona: Península (Colección Historia, Ciencia, Sociedad, n.º 69), 1970.
- Lecciones de historia de la filosofía. Vol. I. Caracas: Imprenta Universitaria, Universidad Central de Venezuela, 1972. Vol. II: 1973.
- Lecturas de historia de la filosofía. Caracas: Síntesis Dosmil, 1972.
- «Sobre el sentido de "conciencia" en la Celestina». Anuario de Humanitas (Universidad Autónoma de Nuevo León, Monterrey, México) n.º 14 (1973): 106-117.
- Ensayos y estudios. Milán: Vanni Scheiwiller, 1975.
- Cosas y personas. México: Fondo de Cultura Económica, 1977.
- Teoría y metateoría de la ciencia. Curso sistemático. Vol. I: Teoría de la ciencia. Caracas: Universidad Central de Venezuela, 1977.
- Simón Rodríguez. Pensador para América. Caracas: Imprenta Nacional, Ministerio de Información y Turismo, 1978
- Elementos de Filosofía. Caracas: U.C.V., 19755. 1959.
- Filosofía y teoría de la relatividad. Valencia: Cuadernos Teorema, 1979.
- Antropología filosófica contemporánea (Diez conferencias 1955). Barcelona: Anthropos, 1982 (Edición revisada de la obra de 1957). Reimpresión: 1987.
- Vida, muerte, inmortalidad. Caracas: Universidad Central de Venezuela, 1983.
- Tres ejercicios literario-filosóficos de dialéctica. Barcelona: Anthropos, 1983.
- Teoría y metateoría de la ciencia. Vol. II. Caracas: Universidad Central de Venezuela, 1984.
- Tres ejercicios literario-filosóficos de antropología. Barcelona: Anthropos, 1984.
- Tres ejercicios literario-filosóficos de moral. Barcelona: Anthropos, 1984.
- Infinito, transfinito, finito. Barcelona: Anthropos, 1984.
- Transfinitud e inmortalidad. Caracas: Josefina Bigott Edit., 1984.
- Teoría y metateoría de la ciencia. Vol. II. Caracas: Biblioteca de la Universidad Central de Venezuela, 1984.
- Presente, pasado y porvenir de Marx y del marxismo. México: Fondo de Cultura Económica, 1985 (contiene una primera parte, escrita en 1983 y añadida a la obra de 1965, de cuyo título tomará el nombre esta nueva edición).
- Parménides (s. V a. C.)-Mallarmé (s. XIX d. C.) Necesidad y Azar. Barcelona: Anthropos, 1985.
- Tres ejercicios literario-filosóficos de lógica y metafísica. Barcelona: Anthropos, 1986.
- Qué es dios y Quién es Dios. Barcelona: Anthropos, 1986.
- Pasado, presente y porvenir de grandes nombres. Mitología, teogonía, teología, filosofía, ciencia, técnica. Vol. I, México: Fondo de Cultura Económica, 1988. Vol. II, México: Fondo de Cultura Económica, 1989.
- De magia a técnica. Ensayo de teatro filosófico-literario-técnico. Barcelona: Anthropos, 1989.
- Filosofía de la música. Barcelona: Anthropos, 1990.
- Sobre "el Quijote" y Don Quijote de la Mancha. Ejercicios literario-filosóficos. Barcelona-Pamplona: Coedición Anthropos-Gobierno de Navarra, 1991.
- «Autobiografía "exterior"». Anthropos (Barcelona) n.º 9, nueva edición (1991): 17-18.
- Confesiones. Barcelona: Coedición de la Universidad Central de Venezuela-Anthropos, 2000: 115-118.
- «Autobiografía intelectual». Anthropos (Barcelona) n.º 9, nueva edición (1991): 18-24. Confesiones. Barcelona: Coedición de la Universidad Central de Venezuela-Anthropos, 2000: 119-137.
- Sobre virtudes y vicios. Tres ejercicios literario-filosóficos. Barcelona: Anthropos, 1993.
- Confesiones. Autobiografía íntima y exterior. Barcelona: Coedición Universidad Central de Venezuela-Anthropos, 2000.
- Divertimentos y migajas. Ecuador: Casa de la Cultura Ecuatoriana "Benjamín Carrión", 2001.
- Sobre filantropía. Tres ejercicios literario-filosóficos (filantropía divina, divino-humana, humana). Barcelona: Coedición Anthropos-Universidad Pública de Navarra-Gobierno de Navarra, 2001.
- Sobre realismo. Tres ejercicios literario-filosóficos (natural, crítico, integral). (Publicado como Balance histórico desde los griegos hasta el año dos mil). Barcelona: Coedición Anthropos-Universidad Pública de Navarra-Gobierno de Navarra, 2001.
- Ensayos y estudios (Compilación y selección de Cristina García Palacios y José Rafael Revenga Gorrondona) (3 vols.). Caracas: Editorial Melvin. Fundación para la Cultura Urbana, vol. 1, 2002; vol. 2, 2004; vol. 3, 2009.

### Traducciones
- Parménides: El poema de Parménides (Atentado de hermenéutica histórico-vital). Traducción y comentarios. México: UNAM, Imprenta Universitaria, 1942.
- Platón: Obras de Platón. Traducción, introducción y notas. México: UNAM, 3 vols. 1942-1946.
- Plotino: Presencia y experiencia de Dios (Selección de textos). Traducción y notas. México: Editorial Séneca (Colección El Clavo ardiendo), 1942
- Plotino: Primera Enéada de Plotino. Traducción, introducción y notas. Buenos Aires: Losada, 1942.
- Tres poemas primitivos de la filosofía griega. Traducción y notas. Quito: Imprenta de la Universidad, 1942.
- Los presocráticos. Vol I: Jenófanes, Parménides, Empédocles. Traducción, prólogo y notas sobre edición de Diels-Kranz. México: El Colegio de México, 1943. Vol II: Refranero clásico griego, Alcmenón, Zenón, Meliso, Filolao, Anaxágoras, Diógenes de Apolonia, Leucipo, Metrodoro de Kio, Demócrito. México: El Colegio de México, 1944. Reedición: Caracas: Universidad Central de Venezuela, 1955.
- Plotino: Primera Enéada de Plotino (Ocho primeras secciones). Traducción en El Hijo Pródigo (México) I.5 (1943): 436-440.
- Euclides: Elementos de geometría (precedidos de Los fundamentos de la geometría, de David Hilbert). Traducción, introducción y notas. México: UNAM, 1944.
- Heidegger, Martín: Hoelderling y la esencia de la poesía. Seguido de Esencia del fundamento. Versión, prólogo y notas. México: Editorial Séneca, 1944.
- Platón: Banquete. Ion. Traducción, introducciones y notas. México: UNAM (Colección de la UNAM. Edición bilingüe), 1944.
- Platón: Eutifrón. Apología. Critón. Traducción, introducciones y notas. México: UNAM (Colección de la UNAM. Edición bilingüe), 1944. Reedición: 1965.
- Aristóteles: Poética. Traducción, introducción y notas. México: UNAM, 1945. 2ª ed., Caracas: Universidad Central de Venezuela, 1970; 3ª: 1978.
- Jenofonte: Memorables (Recuerdos socráticos). Traducción, prólogo y notas. México: Secretaría de Educación Pública (Biblioteca Enciclopédica Popular n.º 67), 1945.
- Platón: Hipias mayor. Fedro. Traducción, introducción y notas. México: UNAM (Colección de la UNAM. Edición bilingüe), 1945.
- Tucídides: Guerra del Peloponeso. Traducción, selección y notas. México: Secretaría de Educ. Pública (Biblioteca enciclopédica popular n.º 76), 1945.
- Jenofonte: Recuerdos de Sócrates. Banquete. Apología. Traducción, introducciones y notas. México: UNAM, 1946.
- Plotino: Primera Enéada de Plotino. Traducción y notas. Buenos Aires: Losada, 2ª. ed., 1948.
- Jenofonte: Socráticas. Ciropedia. Economía. Traducción y estudio preliminar. Buenos Aires: W.M. Jackson (Clásicos Jackson vol. XXIII), 19491. 19522.
- Heidegger, M.: Doctrina de la verdad, según Platón y Carta sobre el humanismo. Traducción con Alberto Wagner de Reyna. Santiago de Chile: Universidad de Chile (Colección Tradición y Tarea), 1953.
- Antología del pensamiento filosófico venezolano. Vol. I: Siglos XVII-XVIII. Traducción del latín, introducción sistemática, prólogos históricos y selección de textos. Caracas: Ministerio de Educación. Dirección de Cultura y Bellas Artes, 1954. Vol. II: Siglo XVIII: Suárez y Urbina, 1964. Vol. III: Siglo XIX: Andrés Bello, 1964.
- La Doctrina de la Justa Guerra contra los Indios en Venezuela (Tres documentos inéditos del Archivo del Palacio Arzobispal de Caracas). Traducción de las notas latinas. Caracas: Universidad Central de Venezuela, 1954.
- Briceño, Alfonso: Disputaciones metafísicas (1638). Traducción del original latino e introducción. Caracas: Universidad Central de Venezuela, 1955.
- Antología del pensamiento filosófico de Colombia (de 1647 a 1761). Selección de manuscritos, textos, traducción del latín e introducción. Bogotá: Imprenta Nacional (Biblioteca de la Presidencia de Colombia, n.º 21), 1955.
- Heidegger, M.: Hölderlin y la esencia de la poesía. Traducción. Revista Nacional de Cultura (Caracas) n.º 109 (1955): 163-174.
- Filosofía y teoría de la relatividad. Quito: Casa de la Cultura Ecuatoriana, 1956. Reedición: Valencia: Cuadernos Teorema, 1979.
- Textos clásicos para la historia de las ciencias. Vol I. Caracas: Universidad Central de Venezuela, 1961. Vol. II: 1968.
- Refranero, poemas, sentenciario de los primeros filósofos griegos. Selección, traducción e introducción. Caracas: Editorial Mediterráneo, 1962. 3ª ed., Madrid: Editorial Mediterráneo, 1972.
- Fragmentos filosóficos de los presocráticos. Traducción y selección. Caracas: Ministerio de Educación, 1963.
- Heidegger, M.: Hoelderlin y la esencia de la poesía. Traducción y comentarios. Mérida (Venezuela): Universidad de los Andes, 1968. 3ª. ed., Barcelona: Anthropos, 1989.
- Platón: Sobre la Belleza y el amor (Fedro, Banquete, Hipias). Traducción. Caracas-Madrid: Editorial Mediterráneo, 1968. Reedición: 1972.
- Marx, Karl: Diferencia entre la filosofía de la naturaleza según Demócrito y Epicuro (Tesis doctoral). Traducción. Caracas: Universidad Central de Venezuela, 1973.
- Tomás de Aquino: Del ente y de la esencia. Comentarios por Fr. Tomás Cayetano, OP. Traducción. Caracas: U.C.V. (Colección Filosófica, n.º 5), 1974.
- Scholtz, H.: La axiomática de los antiguos. Traducción y prólogo. Caracas: Universidad Central de Venezuela (Colección Las Ciencias, n.º 6), 1978.
- Platón: Obras Completas. Traducción, prólogo, notas y clave hermenéutica. Caracas: Coedición de la Presidencia de la República y la Universidad Central de Venezuela, 1980-82.
- Kant: Disertaciones latinas de Kant. Traducción. Caracas: Universidad Central de Venezuela (Colección Avance, n.º 39), 1974.
- Hegel, G.W.F.: Scripta latina minora. Dos discursos latinos. Traducción. Cultura Universitaria (Caracas) n.º 100 (1973): 109-125.